# Kasteel van Wouw
Het Kasteel van Wouw was een waterburcht te Wouw in de Nederlandse provincie Noord-Brabant. De sterkte was gebouwd om het verkeer over de Smalle Beek te kunnen controleren. Ze was ten noordwesten van het bestaande dorp gesitueerd op een plek die de naam 'Kasteelweide' heeft en een archeologisch rijksmonument is.

## Geschiedenis

### Tot 1492
Uit archeologisch onderzoek in 1936 en 2016 bleek dat er in de 11e eeuw een drie meter hoge zandheuvel was aangelegd. Vanwege de slappe veengrond was deze op boomstammen gefundeerd. Er bovenop kwam een zogenoemd mottekasteel met een aanvankelijk houten toren. Dit werd later vervangen door een kasteel van steen.
Een oorkonde uit 1268 is de eerste indirecte verwijzing dat in Wouw een belangrijk gebouw stond. In 1342 wordt in een oorkonde voor het eerst gesproken over 'die zale' te Wouw. In 1379 wordt de waterburcht van Wouw in de leenregisters van Brabant genoemd onder vermelding van 'het huis te Woide'. De oudst bewaard gebleven domeinrekening met vermelding van het kasteel stamt uit 1384.
Vermoedelijk in het laatste kwart van de 13e eeuw is een ronde waterburcht gebouwd. Het kasteel was grotendeels opgetrokken uit kloostermoppen, de muren hadden een dikte variërend van een tot anderhalve meter. Er waren steunberen die de weergang droegen.
Het burchtterrein had een doorsnee van veertig meter en was omgeven door een ringmuur. Een systeem van grachten, poorten en bruggen moest een mogelijke vijand buiten houden. Het water in de grachten werd onttrokken uit de Smalle Beek. De belangrijkste gebouwen waren een vierkante toren een hogere ronde toren, beide van steen. Er was onder meer een grote zaal, een verwarmde kamer en een kapel. Ook was er een kerker. Verder waren er een brouwerij, bottelarij, bakhuis, vleeshuis, smederij, stallen, schuur, rosmolen en molenhuis.
De bouwheer van het kasteel is onbekend. Wel blijkt uit diverse bronnen dat de Heren van Breda belang hechten aan het kasteel van Wouw en de daarbij behorende rechten. Sophie van Berthout van Mechelen, getrouwd met Hendrik V van Schoten, heer van Breda staat vermeld als een van de eerste edelen die verbleven in het kasteel. Hij werd eind dertiende eeuw opgevolgd door Gerard van Wesemale en later Hendrick van Boutersem. In 1488 werd het kasteel als huwelijkse gift geschonken aan Jan III van Glymes.

### 1492 tot 1605
Aan het einde van de 15e eeuw voldeed de waterburcht niet meer aan de militaire eisen na de uitvinding van buskruit en werd het kasteel versterkt met vestingwerken. Er kwam om de burcht een vijfhoekige vesting te liggen die bestond uit vier bastions (hoektorens) die verbonden waren door aarden wallen. Tevens kwamen er tuinen, een ravelijn en gracht, diverse bijgebouwen zoals blokhuizen voor militairen en stallen voor het vee, en twee grote poortgebouwen bij te liggen. In de periode van 1487 tot 1492 vinden de eerste werkzaamheden plaats om de burcht te gaan versterken. In 1492 wordt gestart met de bouw van de vijf hoektorens, samen met een zeer zwaar poortgebouw, aarden wallen, ravelijn en gracht. Bij de plannen is bouwmeester Antoon I Keldermans betrokken, die ook het Markiezenhof bouwde. In 1505 is het bolwerk gereed en de ronde waterburcht blijft te midden van de versterking in volle glorie behouden.
In de 15e en 16e eeuw beleefde het kasteel zijn glorietijd. Het gebouw voldoet aan de verwachtingen blijkens de vele vreemde legers die hier hun toevlucht zoeken tijdens de eerste helft van de Tachtigjarige Oorlog. Jacqueline de Croy (vrouw van Anton van Glymes) schuilde in het kasteel om zich te beschermen tegen de strooptochten van Maarten van Rossum in 1542. Een lange tijd lag het kasteel op de scheidslijn tussen Staats-gezinden en de Spaans-gezinden en werd daarom diverse keren belegerd.

### 1605 tot 1747
Op 23 mei 1605 werd het kasteel ingenomen door Prins Maurits. Na onderhandelingen tussen Prins Maurits en Antoon III de Lalaing (1588-1612), graaf van Hoogstraten (zoon van Maria Christina van Egmont en Willem van Lalaing) werd het kasteel neutraal verklaard, waarmee op 1 februari 1606 overeengekomen werd de vesting te slechten. Met deze overeenkomst en de daarop volgende oorlogshandelingen in de Tachtigjarige Oorlog begon het verval van het kasteel. De functie van het kasteel ging steeds verder verloren.
In 1747 werd het kasteel opnieuw omgetoverd tot vesting door de Franse troepen die het kasteel als hoofdkwartier gebruikten met het Beleg van Bergen op Zoom. Het kasteel maakte toen deel uit van een grotere vesting die ook het dorp Wouw en het goed van Altena in Heerle omvatte.
Zoals in die tijd gebruikelijk was werden de restanten van de vesting verkocht als bouwmateriaal. Hierdoor was in het midden van de 18e eeuw een groot deel van het kasteel reeds verdwenen. Alleen de middelste vestingtoren in de westelijke vestingwal is nog lang bewoonbaar geweest als 'kasteelwoning' (de laatste bewoner overleed in 1734). De boerenhoeve op het terrein is afgebroken in 1911 nadat de laatste pachter op het terrein was verdronken in de vijver, de laatste overblijfselen van de vroegere gracht.
In 1934 is de locatie opgegraven en kon op basis van de fundamenten het plan van het kasteel in kaart worden gebracht.
Sinds 1979 is het terrein een archeologisch monument en is het als zodanig beschermd.
Anno 1996 is het terrein aangeplant en is getracht de oude contouren zichtbaar te maken.
In mei 2016 werd tijdens een archeologisch onderzoek de fundering van het poortgebouw zichtbaar. Daarna werden de oude burcht, de bijgebouwen, de hoektorens en de achterpoort onderzocht. In de periode 2021-2023 werden, dankzij subsidies de vier meter hoge wallen en de veertig meter brede buitengracht terug in beeld gebracht. Op deze manier werd fortificatie terug in beeld gebracht zoals die in de periode 1492 - 1504 was aangelegd.

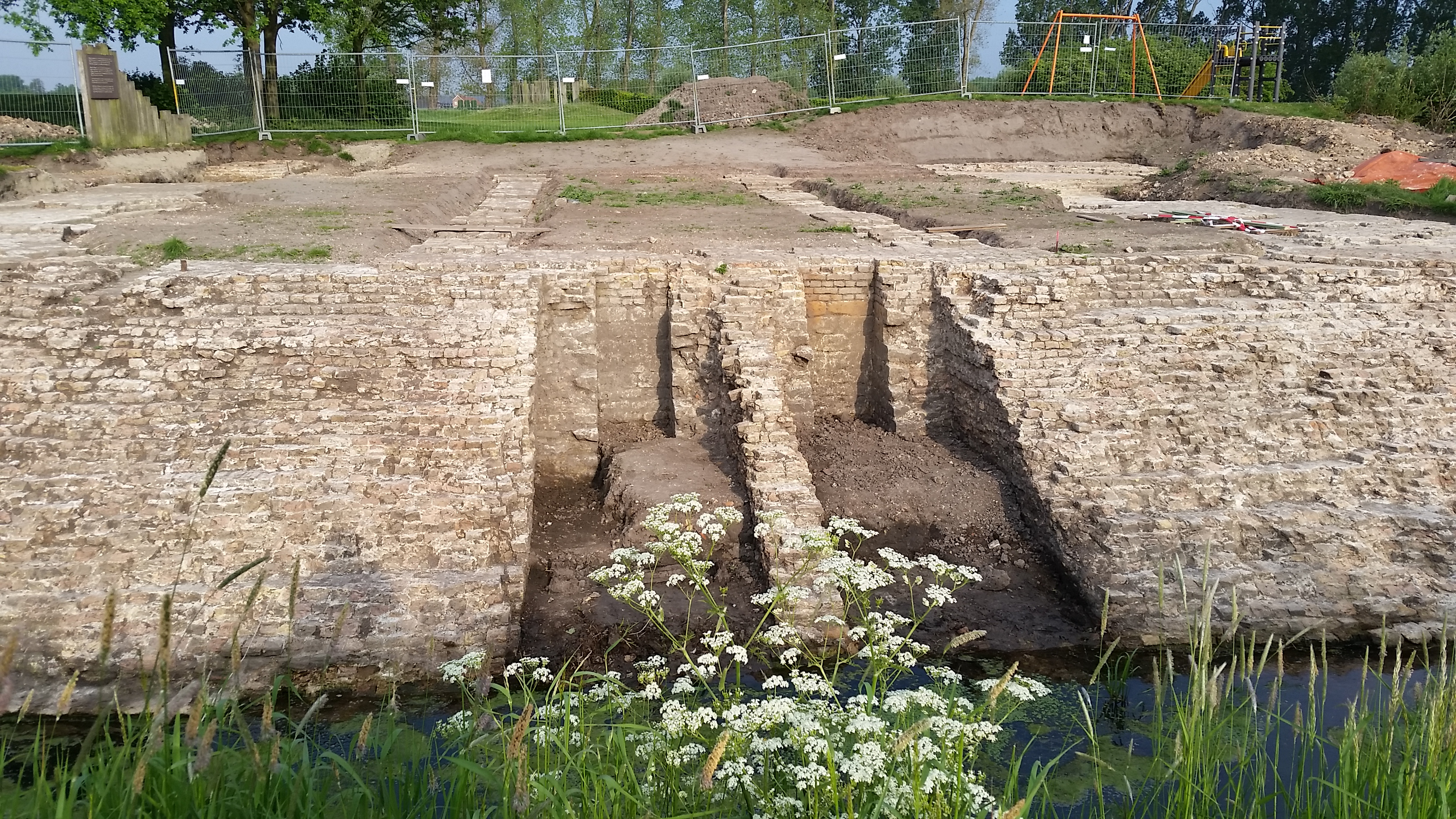
Opgraving poortgebouw mei 2016
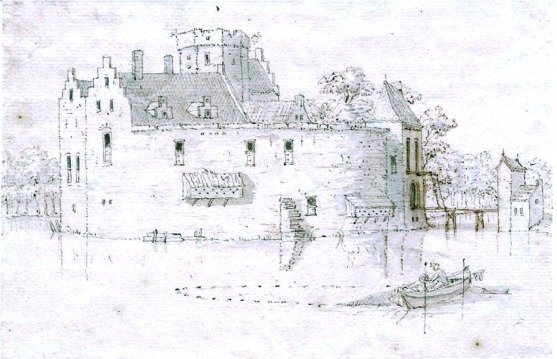
De ronde waterburcht, begin 17e eeuw
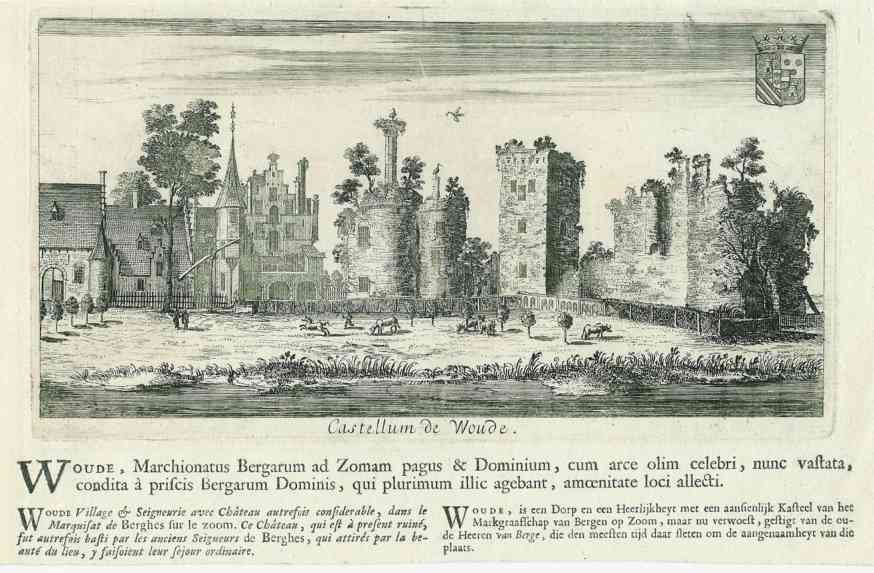
17e eeuw, met v.l.n.r.: bijgebouwen, middelste vestingtoren, ruïne ronde toren en vierkante toren.
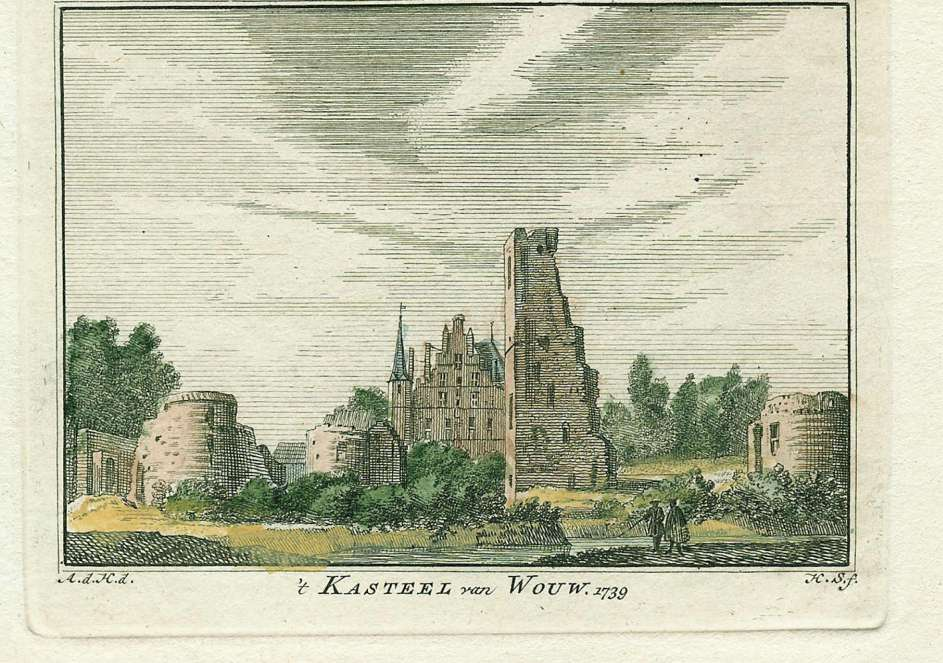
In 1739 (middelste vestingtoren met op de voorgrond de ruïne van het kasteel)
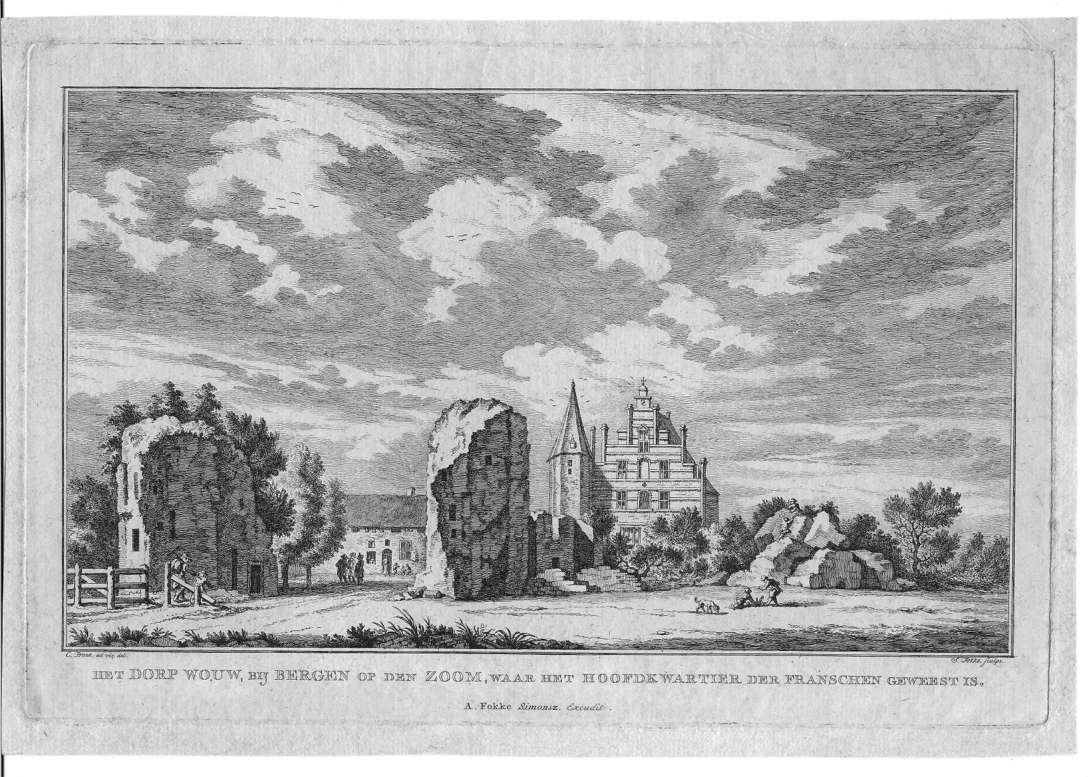
In 1741 (middelste vestingtoren met op de voorgrond de ruïne van het kasteel)
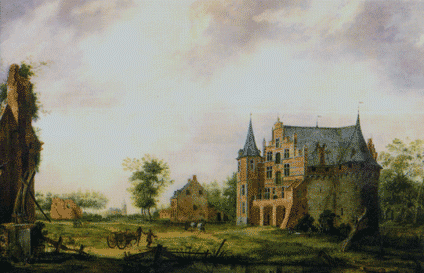
In 1775 (zicht op de middelste vestingtoren met trapgevel en de boerenhoeve)